# 戚继光英雄传
《戚继光英雄传》是河姆渡动漫制作的历史动画片，讲述了明朝抗倭爱国将领戚继光的故事。该电影据称耗资1200万元，但是预告片发布后就因为画面粗糙、人物动作僵硬、音效单薄以及剧中诗词出现大量错别字而在网络上引发轩然大波。
该片于2012年6月1日首映，6月4日下线。公映范围仅限浙江。